# Долгий Остров
До́лгий О́стров (чув. Ыхраҫырми, тат. Озын Куак) — деревня в Батыревском районе Чувашской Республики. Административный центр Долгоостровского сельского поселения. Население деревни представлено татарами.

## География
Расположена в 8 км от райцентра села Батырево и в 120 км от столицы, города Чебоксары, на юге республики, на левом берегу реки Чесночной, на границе с Комсомольским районом.

## История
Деревня основана в 1601 году.
В 1780 году при создании Симбирского наместничества, деревня Долгой Остров, служилых татар, крещёных татар, вошла в состав Буинского уезда.
С 1796 года деревня Долгий Остров, входила в состав Батыревской волости Буинского уезда Симбирской губернии.

## Население
| 2010 | 2012 |
| ---- | ---- |
| 874  | ↗962 |

## Известные жители
- Рахимов, Баки Сибгатуллович (1913—1940) — Герой Советского Союза (1940).
- Шакуров, Рафаил Хайруллович — академик РАО.

## Герб
Герб деревни Долгий Остров представляет собой французский щит, покрытый пурпуром, в оконечности герба имеется изображение полуострова, откуда вырастает дерево с ветвями и листвой. В зеленом щитке, расположенном в сердце герба, изображен шествующий белый конь. На пурпуровом фоне помещены главные элементы герба: «Древо жизни», белый конь на зелёном поле. Пурпуровый цвет символизирует чистое небо, возвышенности устремлений, совершенствования, ясность и согласие общества.
В центре щита расположено дерево «Высокое дерево — Озын Куак», это название деревни Долгий Остров. Множество листьев на дереве — вечный источник жизни, пожелание долголетия.
В маленьком щитке на стволе дерева изображена белая лошадь, которая символизирует силу, трудолюбие, чистоту помыслов граждан и их стремление к развитию деревни. Белый цвет означает мир, благородство, высшую власть.
Зеленое поле, окаймленное красным цветом, символизирует здоровье, плодородие, изобилие, свободу, возрождение и жизнеутверждающую силу. И дерево, и лошадь, и поле, и синева неба подчеркивают преемственность поколений и отражают род занятий, миролюбивость граждан этой деревни. Снизу щит обрамлен золотистой лентой с надписью: «Озын Куак — Долгий Остров», в середине — «1671» — год первого летописного упоминания Долгого Острова. Популярный татарский растительный орнамент и шишки хмеля выражают единство целей чувашского и татарского народов, их дружбу. Герб утверждает общечеловеческие и нравственные ценности: добро, благополучие, дружбу, мир и прогресс.
Герб разработан в 2011 году заслуженным работником культуры Чувашской Республики, членом союза художников России, членом Всероссийского геральдического общества Шакировым Мидхатом Алимзяновичем, является символом деревни, утвержден на собрании депутатов сельского поселения 20 марта 2011 года.